# Clémence de Grandval

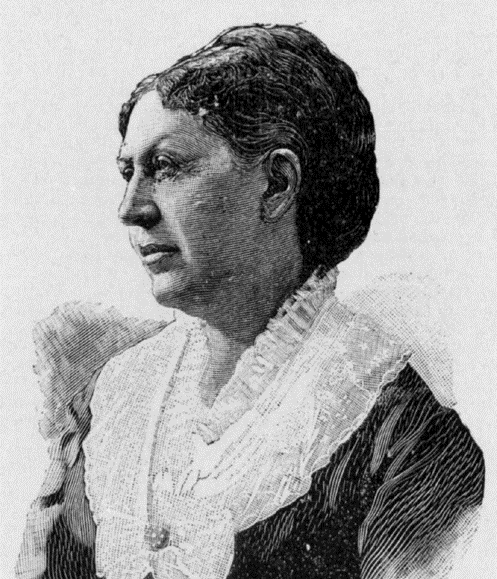
Clémence de Grandval

Clémence de Grandval, geboren als Marie Félicie Clémence de Reiset, verheiratete Vicomtesse de Grandval, bekannt auch als Marie de Grandval (* 21. Januar 1828 in Saint-Rémy-des-Monts; † 15. Januar 1907 in Paris) war eine französische Komponistin.
Clémence de Grandval wurde 1830 auf Château de la Cour du Bois nahe bei dem Dorf Saint-Rémy-des-Monts (Departement Sarthe) geboren. Sie war Schülerin von Frédéric Chopin, Friedrich von Flotow und Camille Saint-Saëns. Sie schrieb von 1860 bis 1892 unter verschiedenen Pseudonymen sieben meist einaktige Opern. Weiter schrieb sie Esquisses Symphoniques, ein Oratorium, Kantaten, Lieder, Chöre und Kammermusik.
Camille Saint-Saëns widmete ihr sein Weihnachtsoratorium.